# Mesra
Pour les articles homonymes, voir Aboukir (homonymie).
Mesra (anciennement Aboukir durant l'époque de l'Algérie française) est une commune de la wilaya de Mostaganem, située à 13 km au sud-est de Mostaganem.

## Histoire
Avant la période française, le lieu s'appelait Mesra. Les premiers colons français y sont arrivés à Noël 1848 par le 15e convoi venu de Paris. Dès le début de 1849, la colonie agricole prend le nom d'Aboukir. En 1958, le village faisait partie de l'ancien département de Mostaganem et après l'indépendance a repris le nom de Mesra.
Au XIXe siècle, un négociant donne le nom de Fleur d'Aboukir à l'un des vins qu'il commercialise. C'est un vin d'appellation d'origine garantie (AOG) Dahra alors que Mesra (Aboukir) est sur la rive gauche du Chélif.

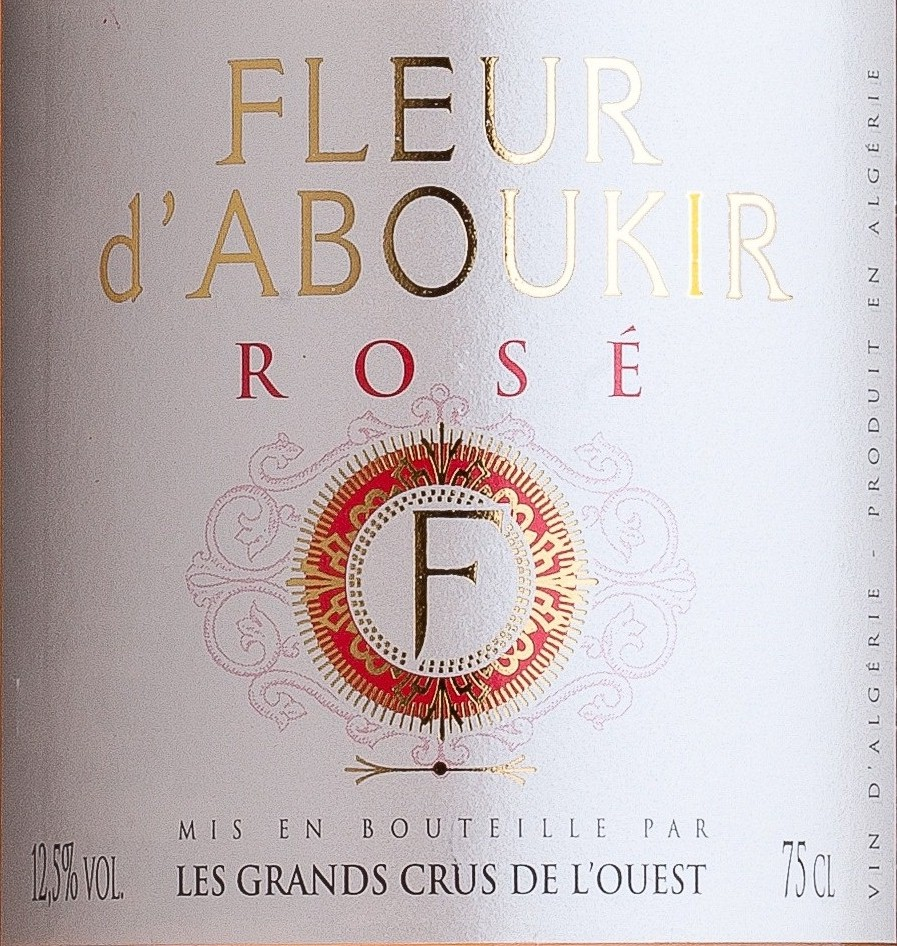
Étiquette du vin Fleur d'Aboukir.

## Démographie
Selon le recensement général de la population et de l'habitat de 2008, la population de la commune de Mesra est évaluée à 25 196 habitants contre 20 053 en 1998.

## Personnalités liées à la commune
Kamel Daoud (1970-), journaliste, écrivain, est né à Mesra.